# Frutiger Arabic
La Frutiger Arabic és una tipografia àrab creada per la dissenyadora libanesa Nadine Chahine el 2007, assessorada pel tipògraf suís per Adrian Frutiger durant el procés de creació. Es basa en la cal·ligrafia cúfica, tot i que incorpora aspectes de la cal·ligrafia ruqa i formes de la naji. Es pot descriure com una cúfica humanista, molt estructural i geomètrica.
Forma part de la família tipogràfica Frutiger, ideada per Adrian Frutiger. Encara que la primera Frutiger de la sèrie, de l'any 1968, és una lletra de pal sec, més tard es va anar ampliant i actualment consta també d'una Frutiger Serif i de models ornamentals com la Frutiger Stones i la Frutiger Symbols. Frutiger, doncs, es podria considerar un clan tipogràfic que reuneix famílies corresponents a diferents classes tipogràfiques, però que tenen unes característiques comunes pel que fa a disseny i proporcions, dins del qual encaixa la Frutiger Arabic.
En aquest sentit, igual que la Frutiger original, el disseny de la Frutiger Arabic està dirigit a aplicacions de senyalització, però també és molt adequada per a dispositius de baixa resolució de pantalla, per a crear identitat corporativa i per a aplicacions de marca. És compatible tant per escriure l'àrab com el persa i l'urdú.
La Frutiger Arabic inclou la part bàsica de la Frutiger americana i suport per als idiomes àrab, persa i urdú, així com els números proporcionals i tabulars per als idiomes suportats.

## Història
A principis de 2004, la Universitat Americana de Beirut va proposar a Nadine Chahine dissenyar una companya àrab per a la tipografia Frutiger, creada com a tipografia de senyalització. El setembre de 2004, la dissenyadora va presentar el seu projecte a Adrian Frutiger amb resultats satisfactoris. Va ser el punt de partida per desenvolupar el projecte de Frutiger Arabic.
Inicialment, el disseny era geomètricament més fort que la Frutiger. Per aquest motiu va servir com a punt de partida per a dos tipus de lletra: la Frutiger Arabic, amb formes més humanistes i la Janna, més geomètrica.
El disseny de Frutiger Arabic es va desenvolupar durant tres anys, a causa de la dificultat d'aconseguir un estil cúfic convenient per a l'exhibició. La barreja d'estils cúfic, naskh i ruqaa fa que aquesta lletra tipogràfica tingui un sabor únic, amb un aspecte formal, professional, però també amigable i càlida.

## Família tipogràfica
- Frutiger Arabic 45 Light
- Frutiger Arabic 55 Roman
- Frutiger Arabic 65 Bold
- Frutiger Arabic 75 Black
- Frutiger Arabic 47 Condensed Light
- Frutiger Arabic 57 Condensed
- Frutiger Arabic 67 Condensed Bold
- Frutiger Arabic 77 Condensed Black